# Cheval en Suisse
Le cheval en Suisse fait partie de l'histoire du pays depuis l'époque Celte. Documenté sous les Carolingiens, l'élevage connaît des alternances de périodes de prospérité et de déclin. Au XVIe siècle et grâce entre autres au couvent d'Einsiedeln, les chevaux Suisses sont très réputés. Une longue période de déclin suit les réquisitions effectuées par les troupes de Napoléon Ier. L'élevage s'organise essentiellement à la fin du XIXe siècle et au XXe siècle, où les objectifs d'élevage de la Confédération ne s'accordent pas toujours avec ceux des éleveurs eux-mêmes.
L'élevage suisse connaît désormais deux débouchés principaux, le cheval de loisir et l'hippophagie. Il est encadré notamment par le Haras national d'Avenches et diverses associations ou fédérations. La Suisse a toujours beaucoup importé de chevaux et ne compte qu'une seule race équine native de son territoire, le Franches-Montagnes. Depuis les années 2000, cet élevage tend à se développer. Le demi-sang suisse, cheval de sport dont la variété la plus connue est originaire d'Einsiedeln, prend lui aussi une importance croissante.

## Histoire

### Préhistoire et Antiquité
Le cheval est présent sur le territoire suisse à l'époque magdalénienne, notamment à Hauterive-Champréveyres, mais recule nettement à l'arrivée de la période interglaciaire. Aucun indice n'atteste de sa présence au Mésolithique. Les premiers chevaux domestiques du territoire suisse apparaissent en faible nombre à l'âge du bronze. Ces animaux assez légers d'1,30 m en moyenne gagnent en importance à l'âge du fer, en particulier à La Tène. D'après une étude effectuée à Bâle, ils mesurent de 1,14 à 1,43 m de haut au Ier siècle av. J.-C..
Il est certain que l'élevage est antérieur à la période chrétienne, les trouvailles archéologiques, en particulier dans l'art Celte, en témoignent. Le type est vraisemblablement oriental, léger et aux membres fins, ces animaux sont montés ou bâtés. Leur taille moyenne chez les Helvètes avant la conquête romaine est d'environ 1,25 m à 1,45 m. Chez les Gallo-romains comme chez les Germains, le cheval possède un rôle cultuel, notamment en relation avec la déesse Épona. Il est enterré dans des tombes et sa viande est consommée lors de banquets,. Jules César dit dans ses Commentaires sur la Guerre des Gaules que la cavalerie des Helvètes a vaincu celle des Romains.
Les Romains qui envahissent la région pratiquent l'élevage équin pour la selle, mais aussi le bât et la traction autre qu'agricole, cette dernière étant réservée aux bœufs. Deux types équins coexistent, le petit cheval léger type oriental et un autre, plus grand et plus fort.

### Moyen Âge
L'élevage suisse est mieux connu à l'époque carolingienne, notamment au VIIIe siècle. L'interdiction de l'hippophagie par le pape Grégoire III en 732 met un terme à la consommation de viande équine, mais aussi aux coutumes germaniques. Sur tout le haut Moyen Âge, les Alamans élèvent des modèles légers tandis que les Burgondes possèdent des animaux plus lourds. L'importance de la cavalerie allant croissant, le cheval de selle est de plus en plus recherché. Les seigneurs locaux trouvent un intérêt à produire ces animaux estimés, comme le prouvent le capitulaire De Villis et le couvent de Saint-Gall, où ont été retrouvés des plans d'écuries et une mention de fers comme redevance (IXe siècle). Vers l'an Mil, l'élevage équin est aux mains de plusieurs monastères, notamment celui d'Einsiedeln qui héberge un haras abbatial assez coûteux. Au Xe siècle, quand les princes-évêques de Bâle obtiennent le Jura francophone, les chevaux de traction et de selle sont présents dans la région. Au début du XIIIe siècle, l'élevage est pratiqué dans l'évêché de Bâle.
Le cheval devient comme dans d'autres régions d'Europe le symbole de la classe supérieure et de la chevalerie, le coût d'alimentation en avoine et en foin des destriers peut même concurrencer le besoin de nourriture des hommes les plus pauvres. Les chevaux élevés à l'aube du XIIIe siècle en Suisse toisent en moyenne 1,45 m, mais ceux de la haute noblesse sont peut-être plus grands,. Ils servent essentiellement au bât ou à la selle, pour la guerre. Aux XIIe siècle et XIIIe siècle le collier d'épaule et le fer à cheval se diffusent. Des chevaux de modèle plus lourds et musclés, très coûteux, toisant jusqu'à 1,60 m et nommés « Grosses ross », sont destinés essentiellement à être montés au pas, pour la guerre. Le cheval fin et léger plus petit (1,25 m à 1,40 m), généralement élevé dans les montagnes pour être bâté, commence à se différencier des modèles plus grands et lourds issus du plateau suisse, destinés à la traction. Les étalons sont réservés aux chevaliers et les hongres sont moins réputés. Les premiers élevages dans le Jura suisse pourraient remonter à 1315, mais aucun document ne l'atteste.
L'agriculture médiévale utilise assez peu le cheval de traction par rapport au bœuf, bien que la généralisation du collier d'épaule et du ferrage rendent l'utilisation agricole du cheval plus simple. L'élevage des paysans des Alpes joue un rôle dès la fin du XIVe siècle et au siècle suivant, la participation des paysans sur les marchés augmente. Les animaux sont élevés en liberté dans les forêts ou entravés individuellement, pratique contre laquelle la ville de Berne lutte en interdisant l'accès des chevaux aux forêts avant mai, puis en l'interdisant totalement. Le XVe siècle voit un développement grâce à l'extension des voies de communication, les monastères perdent leur monopole sur l'élevage au profit de bourgeois et de paysans, les chevaux deviennent moins onéreux à l'achat. L'hypothèse de certains auteurs du début du XXe siècle, selon laquelle des étalons lourds introduits dans la Suisse médiévale auraient donné une race de trait indigène (en particulier après la défaite de Charles le Téméraire) ne semble pas tenir face aux découvertes archéologiques, il est plus vraisemblable qu'ils aient été vendus dans toute l'Europe comme montures de guerre.
En 1459, Jean V von Venningen acquiert des chevaux flamands pour l'élevage du château de Porrentruy, mais ces animaux n'ont vraisemblablement pas influencé les souches locales.

### XVIeetXVIIe
Le XVIe siècle voit une ère de prospérité, en particulier grâce aux montures de guerre très rares et réputées fournies sur le territoire Suisse, qui approvisionnent aussi la France et l'Italie. Les volumes peuvent atteindre 1 000 à 1 500 chevaux par hiver. L'élevage est si florissant et rémunérateur que les éleveurs suisses peuvent placer 10 % d'animaux borgnes dans leurs lots. Le gouvernement de Berne met même à l'amende les personnes prises à guider les marchands de chevaux étrangers, pour favoriser le marché intérieur. Le couvent d'Einsiedeln est alors l'un des principaux éleveurs, il fournit les troupes pontificales et les Vénitiens à Tessin et en Lombardie.
Colbert se fait conseiller, lors de l'établissement des haras nationaux français, d'y placer quelques chevaux suisses et au XVIIe siècle, le prix d'un cheval en Suisse est d'environ six à neuf fois celui d'une vache laitière.

### XVIIIe

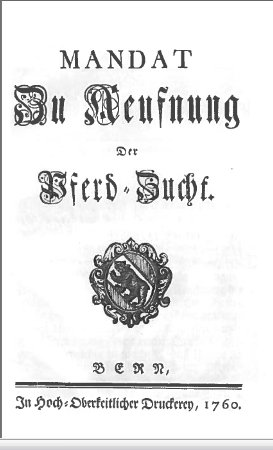
Prescription du canton de Berne annonçant des mesures de soutien à l'élevage, 1760.

Au XVIIIe siècle, la vente des chevaux représente la principale rentrée financière du canton de Berne, c'est pourquoi le gouvernement du canton publie le 7 janvier 1705 un amendement qui soutient cet élevage. De nombreux sujets sont exportés, en particulier vers la France : les haras français comptent fréquemment des chevaux suisses jusqu'au XIXe siècle. Ainsi, à Saint-Claude, les étalons suisses pallient le manque de chevaux Comtois. La majorité des étalons stationnés sur Besançon est également suisse et en 1807, le haras de Cluny compte huit de ces étalons étrangers. L'inspecteur des haras sous Louis XVI note qu'il n'est pas rare que des éleveurs frontaliers s'approvisionnent en poulains en Suisse et revendent ensuite leur cheptel comme étant des chevaux normands.
Le haras de Porrentruy, créé en 1754, produit des animaux très estimés. Les chevaux sont plus présents en Suisse romande qu'en Suisse alémanique, ils y sont aussi réputé plus qualiteux, malgré leur taille réduite. Les éleveurs de Moutier-Grandval font naître de petits chevaux ramassés à l'encolure courte et à la tête lourde, plus estimés que ceux des états voisins. L'éleveur choisi lui-même l'étalon reproducteur et paie la saillie en nature, avec du grain. Les reproducteurs doivent avoir plus de trois ans, être exempts de tares, et ne pas présenter trop de blanc sur la tête. Les croisements avec des chevaux turcs sont préconisés, les chevaux normands et danois sont déconseillés en raison de leur taille trop élevée. Ces mesures ne seront jamais mises en place, puisque les troubles politiques et militaires dans la région conduisent à la création de la république rauracienne puis à son annexion par la France qui créé le département du Mont-Terrible et y recense les chevaux susceptibles de réquisition. Les éleveurs de la région donnent leur préférence aux chevaux bais.

### XIXe
Le XIXe siècle entraîne une fragilisation de l'élevage suisse en raison des conséquences de la Révolution française et des réquisitions faites par Napoléon Ier pour la lutte contre les Autrichiens, mais aussi de l'exportation des meilleurs sujets, de l'apparition du chemin de fer, de la production de fromage qui réserve les meilleures pâtures aux bovins, et de programmes d'élevage chevalins dans les pays voisins, notamment en France où les races de trait lourd créent une concurrence. Alors que des exportations de chevaux militaires de type milanais (nommés Maylander-Schlag) concernaient encore l'Italie au début du siècle, la concurrence allemande y met un terme en 1814. Le nombre d'importations augmente et les exportations chutent. L'utilisation de ces animaux est pourtant très forte, tant pour les militaires que dans l'agriculture et les transports. Le coût de ces importations, estimé à 2 à 4 millions de francs suisses au milieu du XIXe siècle, inquiète et appelle une série de mesures : mise en place de primes fédérales, importation d'étalons reproducteurs et création d'un dépôt fédéral d'étalons à Thoune.
Les pratiques d'élevage de l'époque sont souvent critiquées par les spécialistes, tant en ce qui concerne l'hygiène des écuries que le manque de possibilités d'exercice pour les animaux : la mauvaise aération des écuries entraîne souvent des troubles respiratoires. De plus, une pratique fréquente chez les éleveurs est d'immobiliser et d'engraisser les étalons avant les concours, pour qu'ils aient plus du succès en présentation. La commission bernoise d'élevage recommande d'éviter de faire saillir les étalons trop jeunes, d'écarter les juments méchantes de la reproduction, et de bien soigner les juments gestantes, mais ces recommandations ne sont pas vraiment respectées. La présentation des animaux en concours est elle aussi critiquée, en raison de l'excitation des chevaux et de la relative brutalité de certains éleveurs, même si elle relève des cas de présentations exemplaires.
Dans la seconde moitié du XIXe siècle, trois types de chevaux suisses sont distingués : deux demi-sangs dans le canton de Schwytz et à Erlenbach, et le « cheval du Jura », qui deviendra le Franches-Montagnes, lui-même divisé en trois sous-types (Franches-Montagnes, Porrentruy et Delémont). Bien que la couleur de la robe ne semble pas avoir réellement d'importance dans l'élevage suisse, les chevaux des régions préalpines du canton de Berne sont généralement bais ou noirs, tandis que ceux du canton du Jura sont majoritairement gris avant 1850, après quoi la robe baie passe en majorité. Le cheval d'Erlenbach disparaît et les trois types de chevaux du Jura sont fondus en un seul.

#### Types de chevaux rencontrés et croisements

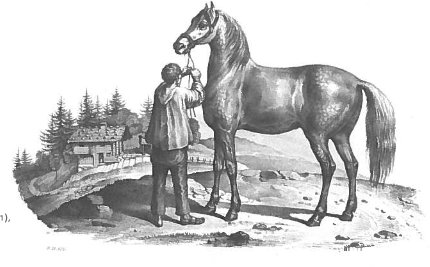
Gravure d'un cheval de selle suisse léger, par J. H. Honegger, 1842.

Une grande variété de modèle et de robe existe chez les chevaux suisses dans les années 1820. Une race de grand carrossier bai ou noir, bien musclé et peu adapté à la selle, aux membres forts pourvus de fanons, se rencontre dans de nombreux cantons. En particulier à Fribourg (où il est plus lourd) et dans l'Emmental (où il est plus élégant). Dans le canton de Berne se rencontrent des chevaux de la même robe, parfois gris ou alezans, à la croupe, aux membres et aux allures de bonne qualité. Dans les cantons de Fribourg et de Vaud, les chevaux répertoriés vers 1820 toisent de 1,35 m à 1,44 m, possèdent de gros sabots et des rayons courts. Ils sont vendus pour le halage à Lyon, en France, entre 800 et 1 200 francs. Le canton de Zurich s'oriente pour sa part vers la production de traits lourds et préconise la reproduction de chevaux bernois de grande taille (1,65 m). Des élevages sont également actifs dans le canton de Soleure, celui de Lucerne, et à Einsiedeln dans le canton de Schwytz.
La politique de l'époque est de pratiquer les croisements pour « améliorer » les chevaux locaux. Aussi, au milieu du XIXe siècle, des croisements sont effectués entre les juments suisses et le Pur-sang, l'Anglo-normand, des étalons grands et lourds pouvant toiser 1,70 m, et différents chevaux anglais pour le marché du cheval de luxe, de cavalerie et d'attelage léger,. Face à l'échec de cette sélection, à la fin du siècle la production s'oriente vers le cheval de trait lourd.

#### Structuration de l'élevage
Avant 1868, chaque canton mène la politique d'élevage qu'il souhaite, et distribue des primes selon ses propres critères (d'où la variété de modèle et de robe des chevaux). La naissance de la confédération suisse en 1848 change peu à peu cette organisation en 1862, une commission d'expert se charge de la question de l'élevage, dont la mauvaise qualité générale est démontrée à Aarau en 1865. La commission fédérale d'élevage chevalin naît le 23 novembre 1863 et reste en activité jusqu'en 1885.
Les objectifs de sélection, parfois différents entre les cantons et la Confédération qui recherche le cheval militaire de cavalerie, ne sont pas sans poser de problèmes aux éleveurs qui se voient déconseiller la production du cheval agricole. Les recommandations de vétérinaires de Zurich, qui préconisent le croisement généralisé avec le Pur-sang vers 1863-1865, sont appliquées par la Confédération et jusqu'en 1872, une centaine de juments et d'étalons demi-sang anglais sont répartis dans tous les cantons. En 1874, la Confédération lève des fonds pour la création du haras fédéral de Thoune, dont la cavalerie est à base de Pur-sang. Dès 1889, la Confédération impose que chaque étalon importé dispose d'un registre de saillies, et les juments se voient attribuer un numéro d'identification à vie.

##### Dans le canton de Vaud
Le canton de Vaud est l'un des plus impliqués dans l'amélioration des chevaux. Il crée en 1818 le haras cantonal des Croisettes, à Vennes, sur le modèle des haras nationaux des pays voisins. Ce haras est toutefois fortement critiqué en raison de son coût, et il est supprimé en 1841. La Société pour l'amélioration des chevaux en Suisse est créée en 1830 par un docteur de Lausanne,, ses membres sont surtout des patriotes issus de différents cantons (Berne, Fribourg, Genève, Neuchâtel et Vaud). L'année suivante, elle met en place des concours de traction au trot et de tirage au pas, dotés de primes. En 1838, elle fait organiser des concours d'élevage et des courses. Les épreuves se tiennent un premier temps à Morges puis sont étendues à différentes régions. Cette société est dissoute la même année, mais au printemps 1872, la Société pour l'amélioration de la race chevaline dans la Suisse romande voit le jour en reprenant une partie de ses objectifs, et en se spécialisant dans les montures militaires contrairement à celle qui l'a précédée.

##### Dans le canton de Berne

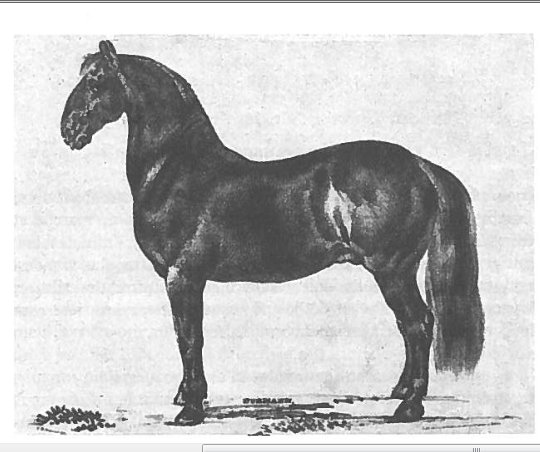
Un étalon Anglo-normand (race française) importé en Suisse dans le canton de Berne, vu par Joseph Simon Volmar.

En 1815, l'évêché de Bâle est rattaché au canton de Berne et ce dernier prend en main la conduite de l'élevage dans la région. Le gouvernement français est critiqué pour l'état dans lequel se trouvent les bêtes. Après le congrès de Vienne en 1815, le canton de Berne mène une politique engagée pour favoriser la relance, principalement au moyen de primes, et grâce à l'importation d'étalons reproducteurs de qualité depuis les pays voisins. Du sang Comtois influence le cheptel suisse. Des reproducteurs grands et lourds, venus du district des Franches-Montagnes, du canton de Fribourg et de la Franche-Comté, sont importés. Le premier concours doté est organisé en 1817. En 1819, le canton de Berne décrète que les étalons reproducteurs doivent être approuvés par la commission d'élevage pour faire la monte. La commission d'élevage du canton adopte un système paternaliste.
Il s'agit d'un élevage de selle, pour preuve l'import de 10 000 chevaux bernois pour remonter la police française en 1831. L'élevage de selle se fait au détriment de celui de trait, en raison de sa rentabilité. Sur la décennie 1830, l'exportation de chevaux rapporte un million de francs au canton.  La société pour l'amélioration de l'élevage des chevaux dans le canton de Berne est créée dans les années 1840 et importe ensuite des étalons anglais et Percheron. En 1842, son ordonnance répartit les étalons reproducteurs importés les plus lourds au sud du canton de Berne et dans le Jura, les plus légers sont affectés dans l'Emmental et l'Oberland. En 1866, 30 000 chevaux sont recensés dans le canton mais les chevaux primés sont peu nombreux, aussi la récompense financière qui l'accompagne est-elle vraisemblablement attribuée selon des critères stricts, et très convoitée.
C'est aussi au XIXe siècle que se tiennent les premiers registres d'élevage, d'abord lacunaires, ils n'indiquent que l'âge et la robe du cheval, avec le nom du bénéficiaire de la prime d'élevage. À partir de 1884, ils deviennent plus complets et précisent le pays d'origine, puis le nom du sujet après 1886. Après 1898, l'origine de tous les chevaux primés est précisée et en 1899, le nom, l'année de naissance, la robe et le pays d'origine des deux parents sont systématiquement connus. L'année suivante, la taille au garrot est ajoutée à ces informations.

#### Effectifs
Sur tout le XIXe siècle, la Suisse compte environ 100 000 chevaux (en 1866, l'effectif total de la confédération est de 100 315 têtes). Le cheval de bât recule parallèlement au développement des réseaux routiers qui entraîne une demande en carrossiers jusqu'à l'arrivée de l'automobile au début du XXe siècle. L'élevage connaît une petite augmentation à la fin du siècle (100 324 têtes en 1866 contre 135 091 en 1906) mais n'est pas très prospère au début du XXe siècle. Pour la seule année 1867, la Confédération révèle que la cavalerie de guerre et l'artillerie nécessitent 64 000 chevaux.

### XXe

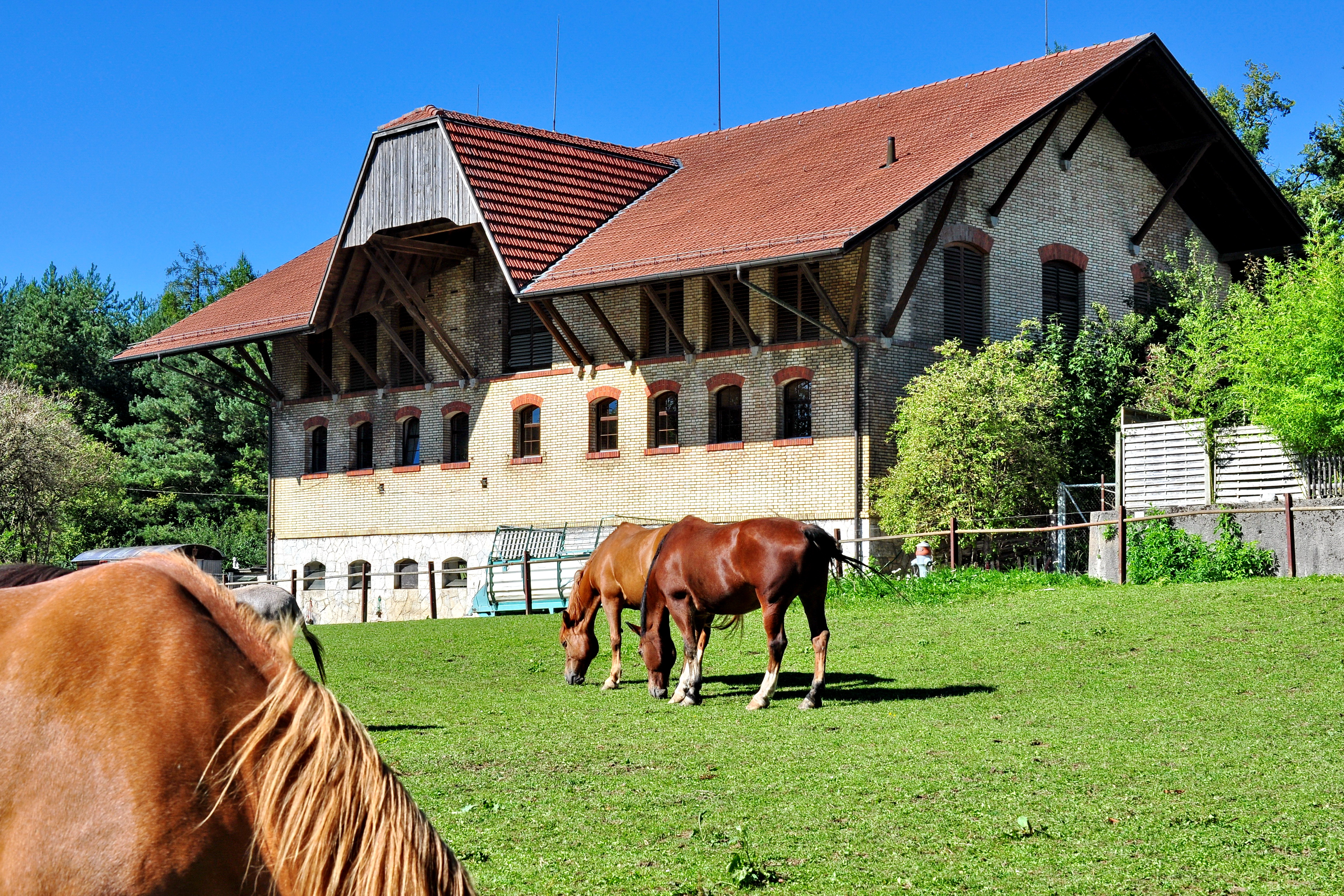
Élevage de chevaux à Gut Katzensee dans le canton de Zurich.

La notion de généalogie prend de l'importance au début du XXe siècle, à l'usage de donner aux étalons le nom de leur père, se substitue dès 1911 celui d'attribuer une lettre spécifique par lignée, que la Confédération officialise en 1940 en exigeant que chaque reproducteur porte un nom qui commence par la même initiale que celui de son père.
Les éleveurs du début du siècle sont tiraillés entre la demande des citadins et des militaires, qui recherchent un élégant cheval urbain, et celle des paysans en demande du cheval agricole. En 1931, le conseil fédéral conseille la production d'un cheval de trait léger précoce et vif, « du type de celui des Franches-Montagnes ».
En 1942, 144 375 chevaux (toutes races confondues) sont répertoriés en Suisse. En 1945, un syndicat d'élevage du cheval demi-sang est fondé en dépit de la résistance des éleveurs de trait.
Dès la généralisation des automobiles et des tracteurs, l'élevage chevalin suisse entame un long déclin, en particulier dans les années 1950 où l'effectif fédéral passe de 131 000 têtes à 46 000 en 1978. L'armée suisse réduit fortement ses achats d'équidés et supprime la cavalerie en 1972, à la suite d'une décision des Chambres fédérales.

## Panorama

### Types d'élevages
L'élevage chevalin suisse a deux débouchés principaux : l'hippophagie et les loisirs.

### Races

#### Demi-sang suisse
Désormais pris en charge par le haras national d'Avenches.

## Encadrement juridique et technique
En 2007, vingt-cinq fédérations d'élevage équin sont reconnues en Suisse. Les associations d'éleveurs, qu'il s'agisse de races suisses, étrangères ou d'ânes, sont regroupées au sein de la Fédération suisse des organisations d'élevage chevalin (FSEC).

### Fédération cheval suisse
La fédération cheval suisse est reconnue par l’Office fédéral de l'agriculture depuis 2010 et fait partie de la WBFSH depuis le 5 novembre 2012. Selon ses propres statuts, elle se met au service « de la promotion d’un élevage chevalin économique et rentable ». Une importance particulière est accordée aux lignées maternelles, et à terme le but est d'amener un maximum de chevaux de sport suisses au plus haut niveau.

#### Fonds ancien
- (de) Johan Ulrich Duerst, Kulturhistorische Studien Zur schweizerischen Pferdezucht, Verlag der Schweiz. Landwirtschaftl. Monatshefte, Benteli A.-G., 1924
- [Duerst 1924] Germain Carnat, Essais historiques sur l'élevage du cheval du Jura [...], Berne, Imprimerie du paysan jurassien, 1934
- [Frikart 1944] (de) Friedrich Arnold Frikart, Schweizer Pferdebuch: Das Pferd in der Armee, in Zucht, Landwirtschaft und Zivilleben [und] im Sport, Ilionverl., 1944, 384 p.
- [Frikart 1945] Friedrich Arnold Frikart, Le cheval en Suisse : Le cheval dans l'armée Son élevage, son emploi dans l'agriculture et dans la vie civile, Editions Ilion, 1945, 384 p.
- [Jobin 1925] Louis Jobin, Le cheval du Jura, W. Graden, 1925, 120 p.

#### Ouvrages récents
- Panorama du Pays jurassien, t. 2, 1981, 35-38, 46-55
- [Müller-Lhotska 1984] (de) U.A. Müller-Lhotska, Das Pferd in der Schweiz, 1984
- [Poncet 2009] Pierre-André Poncet, Le Cheval des Franches-Montagnes à travers l'histoire, Société jurassienne d'émulation, 2009, 485 p. (ISBN 978-2-940043-40-8 et 2-940043-40-X)
- [Reviriaud 2002] Isabelle Reviriaud, Le cheval Franches-Montagnes : Thèse pour obtenir le grade de docteur vétérinaire, École Nationale Vétérinaire de Toulouse, 2002 (lire en ligne)
- [Rizzoli 2001] Anne Rizzoli, Les débuts de l'élevage chevalin suisse : un exemple d'intervention de la Confédération (1868-1910), Université de Genève (mémoire de licence), 2001
- [Rizzoli 2004] Anne Rizzoli, Brigitte Strickler et Marianne von Niederhäusern, Les sources de l'élevage du cheval en Suisse : guide de recherche, Haras national suisse, 2004, 279 p. (ISBN 2-9700464-0-7 et 9782970046400)